# Keizersconferentie van Carnuntum
De keizersconferentie van Carnuntum vond op 11 november 308 plaats tussen Diocletianus, Maximianus en Galerius in Carnuntum bij de Donau, om over de toekomst van de door Diocletianus ontworpen tetrarchie te discussiëren.
Na de dood van Augustus Constantius I Chlorus was diens positie vrijgekomen. Galerius wenste het systeem van tetrarchen te redden en riep een keizersconferentie bijeen.
Uiteindelijk besloot men dat Licinius (een hoge officier) tot nieuwe Augustus zou worden verheven, zonder zelfs Caesar te zijn geweest.
De nieuwe verdeling:
- in het oosten (Nicomedia): Augustus = Galerius; Caesar = Maximinus Daia
- in het westen (Rome): Augustus = Licinius; Caesar = Constantinus

Het einde van de vervolging van de christenen door Diocletianus
Verder stelde Constantinus volgens de oudheidkundige Piero Bordin toen voor om het christendom de staatsgodsdienst van het Romeinse Rijk te maken, wat een grote verandering in het beleid betekende, omdat Diocletianus en Galerius in de jaren daarvoor christenen vervolgd hadden.